# Leo I (kejsare)
Leo I, Leo Thrakiern, (född: 401, död: 474) bysantinsk kejsare från 457 till sin död. Leos kröning den 7 februari 457 var den första kröning som involverade patriarken av Konstantinopel. 

## Biografi
Leo blev den siste i en rad av kejsare som tillsattes av den alanske magister militum Aspar. Genom att ingå en allians med isaurierna lyckades Leo utmanövrera Aspar. Alliansen betalades genom giftermålet mellan Leos dotter Aelia Ariadne och isauriernas ledare Tarasicodissa, som 474 efterträdde Leo under namnet Zeno. 
Under Leos regeringstid plundrades Balkan gång på gång av visigoter och hunner. Konstantinopel klarade sig dock, eftersom dessa folkstammar saknade den belägringsteknik som behövdes för att tränga igenom stadens murar. Leo utövade också ett starkt inflytande i det västromerska riket och tillsatte till exempel Anthemius som västromersk kejsare 467. Leo försökte utnyttja detta inflytande då han startade ett stort krigståg mot vandalerna och Geiserik 468. Till följd av hans brorson Basiliskos inkompetens slutade dock krigsföretaget i en katastrof, som dränerade riket och dess armé och flotta på män och pengar. Leo I tvingades sluta ett fördrag med Theoderik Strabo och dennes släkting Theoderik Amalern, senare Theoderik den store.
Leo dog av dysenteri vid 73 års ålder den 18 januari 474.